# 小行星4298
小行星4298（英語：4298 Jorgenunez）是一颗围绕太阳公转的小行星。1941年11月17日，I. Pòlit在巴塞罗那发现了此天体。
这颗小行星的绝对星等为311.6077748463334等。